# Hits+
Hits+ е сборен албум на австралийската певица Кайли Миноуг. Абумът е продаден в 62 хиляди копия във Великобритания.

## Списък с песните
1. „Confide in Me“ (Master Mix) – 5:55
2. „Put Yourself in My Place“ (радио mix) – 4:12
3. „Where Is the Feeling?“ (BIR Dolphin Mix) – 4:13
4. „Some Kind of Bliss“ – 4:14
5. „Did It Again“ (сингъл редактиран) – 4:16
6. „Breathe“ (радио редактиран) – 3:40
7. „Where the Wild Roses Grow“ (с Nick Cave) – 3:58
8. „If You Don't Love Me“ (B-side) – 2:11
9. „Tears“ (B-side) – 4:29
10. „Gotta Move On“ (неиздадено демо) – 3:36
11. „Difficult by Design“ (неиздадено демо) – 3:43
12. „Stay This Way“ (неиздадено демо) – 4:35
13. „This Girl“ (неиздадено демо) – 3:08
14. „Automatic Love“ (акустична версия) – 4:24
15. „Where Has the Love Gone?“ (Roach Motel Remix) – 9:26
16. „Take Me with You“ – 9:11